# Ilias Kasidiaris

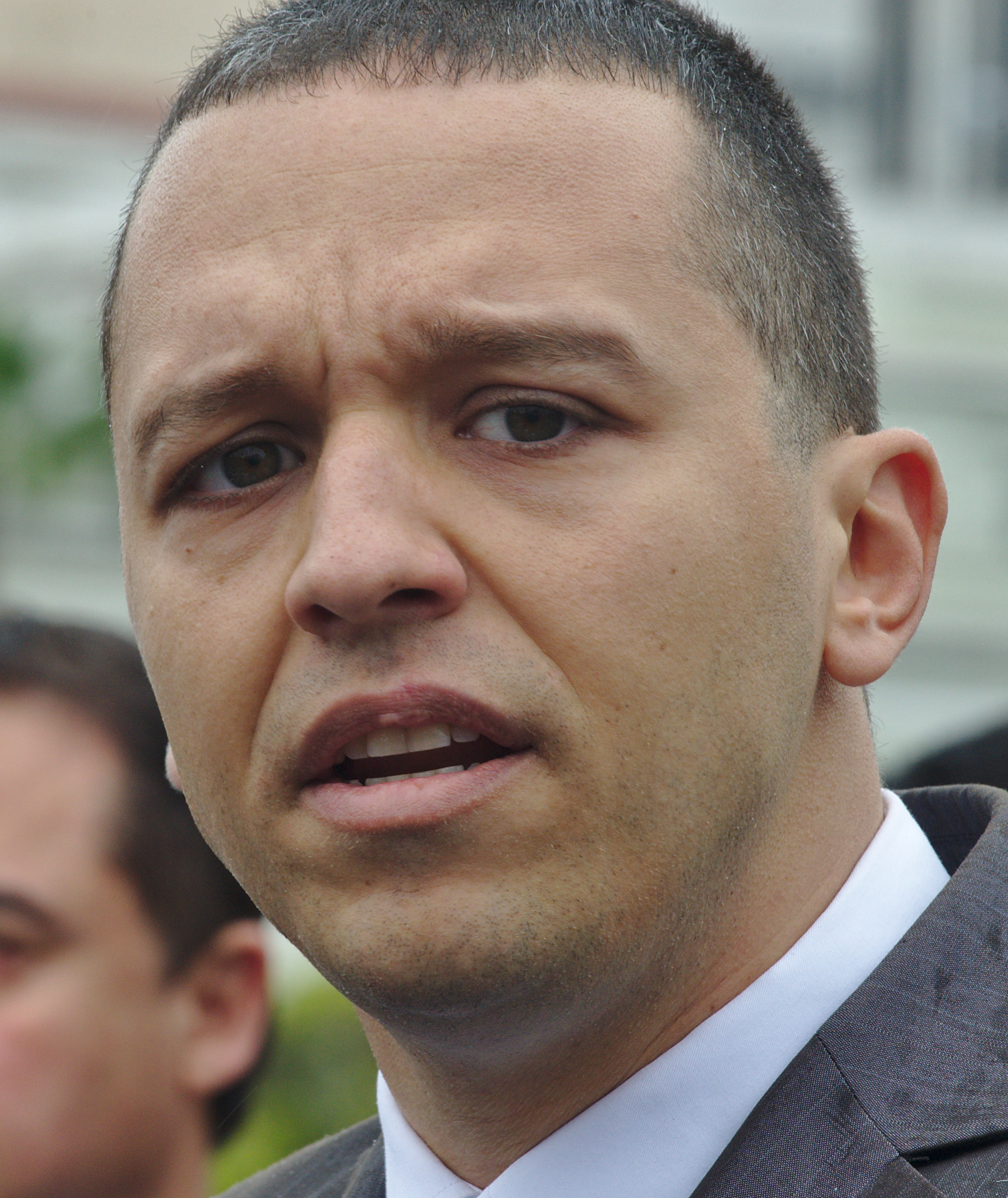
Ilias Kasidiaris (2016)

Ilias Kasidiaris (griechisch Ηλίας Κασιδιάρης, * 29. November 1980 in Piräus) ist ein rechtsextremer griechischer Politiker. Im Oktober 2020 wurde er als ehemaliger Sprecher der griechischen Partei Chrysi Avgi für schuldig befunden, eine kriminelle Vereinigung anzuführen.
Kasidiaris zog bei der Parlamentswahl in Griechenland Mai 2012 für die Chrysi Avgi ins griechische Parlament ein und blieb dort bis zur Wahl 2019, bei der die Chrysi Avgi den erneuten Einzug verpasste. Nach internen Streitigkeiten über den Kurs der Partei gründet Kasidiaris im Juni 2020 die Partei Ellines gia tin Patrida, deren Vorsitzender er ist. Die Partei lehnt nach eigenen Angaben Faschismus und Neonazismus ab, ideologisch setzt sie sich aber kaum von der Chrysi Avgi ab.

## Leben
Kasidiaris Vater gab an, ihn zu einem stolzen Hellenen erzogen zu haben und ihm als Kind die Abenteuer des Herakles vorgelesen zu haben.
Ilias Kasidiaris studierte an der Landwirtschaftlichen Universität Athen Lebensmittelchemie, außerdem ist er ausgebildeter Nahkampfexperte durch eine Eliteeinheit der Armee. Seinen Militärdienst absolvierte er in Zypern.
2004 warb Kasidiaris im Jugendmagazin der Chrysi Avgi für den White Aryan Resistance.
2012 trat Ilias Kasidiaris als Kandidat für die Region Attika zur Wahl an.
Im März 2013 versammelte sich Kasidiaris mit 500 Anhängern der Partei vor dem TV-Sender Mega TV, um gegen die Ausstrahlung einer türkischen Serie am griechischen Unabhängigkeitstag zu protestieren. Am Schluss der Veranstaltung warfen er und andere Abgeordneten Eier und Joghurt gegen das Gebäude und verbrannten eine türkische Flagge.
Im Juni 2013 sperrte das Videoportal den Kanal von Kasidiaris. YouTube gab an, dass Kasidiaris damit geltende Gesetze Griechenlands verletzt habe.
Im Jahr 2014 bewarb sich Kasidiaris um das Amt des Bürgermeisters von Athen. Er bekam am 18. Mai 16,1 Prozent der Stimmen.

## Politische Positionen
In einem Interview sagte Kasidiaris, die Geschichte habe bewiesen, dass der Tod von sechs Millionen Juden eine Lüge sei. Zudem forderte er die Abschiebung aller Migranten aus Griechenland und Minenfelder an der griechisch-türkischen Grenze.
Anlässlich des „Führergeburtstags“ veröffentlichte er am 20. April 2011 in der Parteizeitung der Chrysí Avgí einen Artikel, in dem er Adolf Hitler als „Schlüsselfigur der Geschichte des 20. Jahrhunderts“ und den Nationalsozialismus als „Erneuerungsbewegung“ bezeichnete.
In einem Artikel für das Parteiorgan der „Chrysi Avgi“ lobte er die Griechische Militärdiktatur.
Ilias Kasidiaris schloss sich dem Aufruf der Partei an, eine Blutbank nur für griechische Bürger einzurichten. Der Bund der griechischen Krankenhausärzte widersprach jedoch dem Vorschlag und gab an, dass das Blut alle Menschen bekämen, auch wenn sie keine Griechen seien.
Auf einer Parteiveranstaltung ließ Kasidiaris verlauten: „Unser Ziel ist es, diejenigen niederzuschlagen, die für die Juden arbeiten und die aus unserem Land ein lumpiges Protektorat ausländischer Mächte gemacht haben.“
Im Oktober 2012 sagte Kasidiaris während einer laufenden Parlamentsdebatte zu Giorgos Andrea Papandreou von der PASOK-Partei, dieser sei „nur zu 25% Grieche“. Zudem zitierte er im Parlament aus dem antisemitischen Pamphlet Protokolle der Weisen von Zion.
Im Juni 2013 gab Kasidiaris in einer Parlamentssitzung bekannt, nicht an den Holocaust zu glauben. Auf seinem linken Oberarm hat Kasidiaris eine faustgroße Hakenkreuz-Tätowierung.

## Tätlichkeiten, Übergriffe und Strafverfahren
Kasidiaris wurde beschuldigt, im Jahr 2007 an einem bewaffneten Überfall auf einen Athener Universitätsprofessor beteiligt gewesen zu sein. Wegen seiner Wahl ins Griechische Parlament wurde der Prozess ausgesetzt. Seine Immunität als Parlamentarier wurde im Oktober 2012 durch das griechische Parlament aufgehoben. Er wurde im März 2013 freigesprochen.
Kasidiaris sorgte im Juni 2012 in einer Live-Sendung für einen Eklat, als er die beiden Parlamentarierinnen Liana Kanelli und Rena Dourou angriff und auf Kanelli mehrmals einschlug. Um ihn zu beruhigen, sperrten ihn einige Helfer anschließend in einem Raum des Fernsehsenders ein. Der 31-jährige ehemalige Soldat einer Spezialeinheit der griechischen Streitkräfte brach jedoch die Tür auf und floh. Die Polizei leitete die Suche nach ihm ein, die Staatsanwaltschaft erließ umgehend Haftbefehl. Gegen Kasidiaris lief bereits ein Verfahren wegen illegalen Waffenbesitzes und Mittäterschaft bei einem Raub. Die Partei weigerte sich, Kasidiaris’ Entgleisung zu verurteilen. Kanelli habe zuerst angegriffen, teilte die Partei mit und forderte eine Verurteilung der zuvor gefallenen Beleidigungen. Kasidiaris verklagte den Fernsehsender ANT1, die beiden Frauen und einen weiteren Gesprächspartner der Talkshow. Das griechische Parlament hob im März 2013 erneut Kasidiaris Immunität auf. Ein Gericht in Athen sprach Kasidiaris am 6. März 2015 vom Vorwurf der schweren Körperverletzung frei. Eine Verfolgung wegen leichter Körperverletzung wäre bei Vorliegen eines Strafantrags des Opfers möglich gewesen, das nicht die dafür nötige Frist eingehalten hatte.
Während eines Treffens der Chrysi Avgi auf der Insel Kreta Ende November 2012 bedrohte Kasidiaris Polizisten und Gegendemonstranten. Der Vorfall wurde mit einer Videokamera dokumentiert.
Am 28. September wurden Kasidiaris und andere hochrangige Parteimitglieder wegen Bildung einer kriminellen Vereinigung verhaftet. Zudem wurden weitere Haftbefehle gegen fünf weitere Parlamentarier ausgestellt, die von einer Anti-Terror Einheit gesucht werden. Kasidiaris wurde kurz nach der Festnahme wieder freigelassen, musste jedoch eine Kaution von 50.000 Euro bezahlen und darf das Land nicht verlassen.
Im Oktober 2013 schlug Kasidiaris gegen die Kamera eines Journalisten.
Im März 2014 wurde die parlamentarische Immunität von Kasidiaris abermals aufgehoben.

## Publikationen
Sektor X, ein Roman über Nahkampf und Kasidiaris’ Sicht auf die Weltgeschichte. Die Bezeichnung „Sektor X“ wurde auch während der Konterrevolution in Griechenland während des Zweiten Weltkriegs verwendet.